# 藤本和貴夫
藤本 和貴夫（ふじもと わきお、1938年9月19日 - 2025年4月22日）は、日本の歴史学者。専門は西洋近現代史、ロシア史。文学博士（大阪大学）。大阪大学名誉教授。元大阪経済法科大学学長。

## 経歴
出生から修学期
1938年、京都市で生まれた。大阪外国語大学ロシア語科で学び、1964年に卒業。東京大学大学院社会学研究科国際関係論専攻に進み、1973年に博士課程を中退。
ロシア史研究者として
同1973年、大阪大学教養部講師に就いた。1976年に同言語文化部助教授、1986年に同教授昇格。1989年、学位論文『ソヴェト国家形成期の研究：1917-1921』を大阪大学に提出して文学博士号を取得。1998年からは大阪大学大学院言語文化研究科教授。2002年に大阪大学を退任し、名誉教授となった。その後は大阪経済法科大学教授として教鞭をとった。2005年、大阪経済法科大学学長に就任。約12年にわたって学長を務め、2017年に学長を退任した。
学界では、2003年よりロシア・東欧学会副代表理事を務めた。

## 著作
単著
- 『ソヴェト国家形成期の研究：1917-1921』ミネルヴァ書房 1987

共著
- 『ロシア学を学ぶ人のために』世界思想社 1996
- 『言語文化学概論』大阪大学出版会 1997

### 共編著
- 『ヨーロッパ近代史再考』北原敦・木村靖二・福井憲彦著、ミネルヴァ書房 1983
- 『日露・日ソ関係200年史：日露の出合からシベリア干渉戦争まで』日露・日ソ関係200年史編集委員会編、新時代社 1983
- 『危機の<社会主義>ソ連：スターリニズムとペレストロイカ』原暉之共著、社会評論社 1991
- 『ソ連・東欧の体制変動：ドキュメント 1988-1991』加藤一夫共著、インパクト出版会 1991
- 『言語文化学概論』木村健治共著、大阪大学出版会 1997
- 『ロシア近現代史：ピョートル大帝から現代まで』松原廣志共著、ミネルヴァ書房 1999
- 『西洋近現代史研究入門(増補改訂版)』望田幸男・野村達朗・川北稔・若尾祐司・阿河雄二郎共著、名古屋大学出版会 1999
  - 第3版 2006
- 『日本と極東ロシアにおける異文化理解教育の比較研究』研究代表、2002
- 『歴史としてのヨーロッパ・アイデンティティ』谷川稔共編、山川出版社 2003
- 『21世紀の東アジア：平和・安定・共生』宋在穆共編、大阪経済法科大学出版部 2010
- Материалы XXVII Российско-японского симпозиума историков и экономистов дво ран и района Кансай (Япония)ヴィクトル・ラーリン（ロシア語版）共編、Дальнаука 2012

『第27回 ロシア科学アカデミー極東支部と関西の歴史家と経済学者共催露日シンポジウム』ナウカ極東
訳書
- 『革命はいかに武装されたか：赤軍建設の記録』(全2冊) トロツキー著、現代思潮社 1970-1973